# 마크 17 핵폭탄
마크 17 핵폭탄(Mark 17 nuclear bomb)은 미국 최초의 실용 수소폭탄이다. 1954년에 제작되어 1959년까지 사용되었다.

## 설계
이 폭탄은 11~15Mt의 파괴력으로 지금까지 미국이 개발한 모든 핵무기들 중 두 번째로 강력하다. 1953년에 소련이 실용화 가능한 수소폭탄인 건식 수소폭탄 실험에 성공하자 미국도 이에 따라서 건식 수소폭탄 개발을 착수하여 1954년에 비키니 환초에서 15Mt이라는 가공할만한 폭발력을 일으켰던 Castle Bravo 핵실험을 성공하고 이를 토대로 제작되었다.
기폭장치로 원자폭탄을 사용하고 반응제로 중수소화 리튬 그리고 폭발력 강화를 위해서 그 가장자리를 우라늄238로 둘러싼 형태인 3F폭탄으로 제작되었다.
전장 7m, 중량 21t이나 되며 SLBM인 폴라리스 A3 미사일보다도 더 클 정도로 거대한 폭탄이다. 따라서 이 폭탄은 미공군 최대의 폭격기인 B-36에만 탑재가 가능하였다.(원래 B-36의 폭탄창은 2개로 되어있으나 이 폭탄을 운용하는 기체는 1개의 폭탄창으로 개조되었다.) 
개량형인 Mk24 수소폭탄도 개발되었으나 Mk17과 똑같이 생겨서 외관상으로 구분할 수 없다. 다만 Mk17에는 기존의 대도시, 공업지대 등의 공격을 위한 공중폭발기능뿐만 아니라 견고한 시설물 공격을 위해서 지상의 목표물을 직접 타격하면서 폭발하는 직격파괴기능도 있으나 Mk24에는 이러한 직격파괴기능이 없다.
그리고 이 폭탄은 폭발위력이 매우 강력해서 폭발시 투하기체에도 피해를 줄 수 있으므로 투하 직후 감속 낙하산으로 투하속력을 줄일수 있도록 설계되었다.

## 폭발
Castle Romeo 실험에서 Runt I 폭발장치를 폭발시켜서 11Mt의 폭발력을 일으켰고 이후 이 Runt I 폭발장치가 실용화된 것이 Mk17 수소폭탄이다.

## 같이 보기
- 마크 24 핵폭탄
- B41
- 리틀 보이
- 팻 맨
- 차르 봄바